# Injection sous-cutanée
Pour des articles plus généraux, voir Voie d'administration et Voie parentérale.
 (février 2025).
Si vous disposez d'ouvrages ou d'articles de référence ou si vous connaissez des sites web de qualité traitant du thème abordé ici, merci de compléter l'article en donnant les références utiles à sa vérifiabilité et en les liant à la section « Notes et références ».

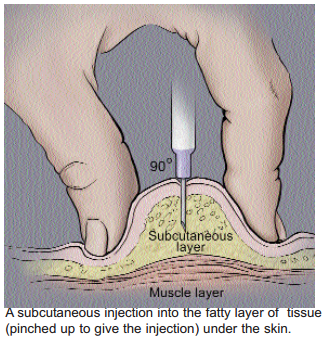
Injection sous-cutanée

En médecine, une injection sous-cutanée (SC) est une injection réalisée dans l'hypoderme en pratiquant un pli cutané à l'aide des doigts. Elle est également appelée injection hypodermique. 
C'est une méthode de voie d'administration de médicament par voie parentérale par voie générale. Cette voie aboutit à un passage systémique, c'est-à-dire à une diffusion de la substance dans la circulation sanguine où elle pourra avoir un effet pharmacologique.

## Sites
Les sites les plus utilisés sont la ceinture abdominale antéro-latérale et postéro-latérale (souvent le moins douloureux) mais l'on peut également réaliser ce type d'injection sur les bras et les cuisses (au milieu de la face externe).

## Médicaments
Les injections sous-cutanées les plus fréquentes sont les insulines et les traitements préventifs (et curatifs) des phlébites.

## Procédé
Pour réaliser une injection sous-cutanée, il est nécessaire de pincer la peau et de piquer à 90° avec une aiguille courte et à 45° avec une aiguille longue. Il ne faut arrêter de pincer qu'une fois l'injection faite avec d'une aiguille courte ou bien relâcher le pli avant d'injecter avec une aiguille longue.